# Cserháti Ferenc
Cserháti Ferenc (Túrterebes, 1947. február 12. – ?, 2023. július 22.) magyar katolikus pap, a külföldi magyarok lelkipásztori ellátásával megbízott esztergom-budapesti segédpüspök.

## Pályafutása
1965-ben érettségizett. Gyulafehérváron folytatott teológiai tanulmányok után 1971. április 18-án szentelték pappá ugyanott. Ezt követően Kaplonyban (1971–1973), majd Máramarosszigeten (1973–1979) volt káplán. 1979-ben Németországban telepedett le; 1979–1980-ban a frankfurti St. Georgen Filozófiai-Teológiai Főiskolán, majd 1982-ig az innsbrucki Leopold Franzens Egyetemen folytatott tanulmányokat; utóbbin teológiai doktorátust szerzett.
1982-től 1984-ig a müncheni St. Margaret Plébánia káplánja volt, ezt követően a müncheni Magyar Katolikus Misszió vezetője, a magyar személyi plébánia plébánosa. 1985-től a müncheni Magyar Caritas Szolgálat elnöke, 1989–1993 között a müncheni Paulinum Egyesület (diákszálló) elnöke, 1991-től a Kardinal Mindszenty Stiftung kuratóriumának tagja volt.
1990-től 1991-ig a gyulafehérvári Római Katolikus Hittudományi Főiskola docense volt. 1996. október 8-tól  2006-ig a külföldön élő római katolikus magyarok püspökének, Miklósházy Attilának európai delegátusaként szolgált. 1996 végétől az európai magyar katolikusok Életünk című lapjának főszerkesztője. 2002-től a Német Püspöki Konferencia magyar delegátusa és németországi magyar főlelkész. 2006-tól a külföldi magyar lelkipásztori szolgálat koordinátora. 2003-ban pápai káplán címet kapott, 2004-től a Máltai lovagrend tagja volt.

### Püspöki pályafutása
2007. június 15-én XVI. Benedek pápa centuriai címzetes püspökké és esztergom-budapesti segédpüspökké nevezte ki. Esztergomban szentelték püspökké 2007. augusztus 15-én. Püspöki jelmondata: „A szeretet mindent legyőz.”
Nemzeti és állami ünnepeink alkalmával a Budapest-Gazdagréti Szent Angyalok Plébániatemplomban celebrált szentmisét a világ magyarságának ajánlva. Ferenc pápa 2023. február 3-án elfogadta – életkorára hivatkozással benyújtott – lemondását és nyugállományba helyezte.

## Díjak, elismerések
- A Magyar Érdemrend középkeresztje (2021)

## Művei
- Jubileumi értesítő Szent István király halálának 950. évfordulójára és a müncheni Magyar Katolikus Misszió 10 éves fennállására / Jubiläums-Pfarrbrief zum 950. Todestag des Heiligen Stephan von Ungarn und zum Andenken der Errichtung der Ungarischen Katholischen Mission als selbständige Seelsorgestelle vor 10 Jahren; szerk. Cserháti Ferenc; Magyar Katolikus Misszió, München, 1988
- Hitébresztő, 1-3.; Szent István Társulat, Bp., 1993
- Ünnepszemle; Szent István Társulat, Bp., 1996
- Az egyházzal vagy nélküle. Tanulmány két katolikus tanítás összeegyeztethetőségéről: az egyház szükségessége az üdvösségre és az üdvösség lehetősége annak keretein kívül, különös tekintettel a II. Vatikáni zsinat Lumen Gentium dogmatikai konstitúciójára és az 'axiómára': Az egyházon kívül nincs üdvösség; Szent Maximilian, München–Bp., 2004
- Szentleckekísérő. Homíliák a vasárnapi szentleckék A-B-C sorozata alapján; Szent István Társulat, Bp., 2004
- Vatikáni megbízottak a külföldi magyar lelkipásztori szolgálatban, 1945–2006; Szent István Társulat, Bp., 2009
- Magyarok a bajor fővárosban; METEM–Historia Ecclesiastica Hungarica Alapítvány, Bp., 2016